# Notre-Dame-de-Bondeville
Notre-Dame-de-Bondeville is een gemeente in het Franse departement Seine-Maritime (regio Normandië) en telt 7296 inwoners (2005). De plaats maakt deel uit van het arrondissement Rouen.

## Geografie
De oppervlakte van Notre-Dame-de-Bondeville bedraagt 6,3 km², de bevolkingsdichtheid is 1158,1 inwoners per km².
De onderstaande kaart toont de ligging van Notre-Dame-de-Bondeville met de belangrijkste infrastructuur en aangrenzende gemeenten.

## Demografie
Onderstaande figuur toont het verloop van het inwonertal (bron: INSEE-tellingen).